# Різнокольорові камінці
«Різнокольорові камінці» (рос. «Разноцветные камешки») — радянський художній фільм-драма 1960 року, знятий режисером Сергієм Мікаеляном на Кіностудії ім. М. Горького.

## Сюжет
Стереофільм за однойменною розповіддю Сергія Антонова. У їдальні кримського санаторію колишній фронтовик, полковник Григорій Панасович (Лев Свердлін) зустрічає дівчину Ніну (Люсьєна Овчиннікова), яку він врятував дівчинкою під час війни. Самотній пенсіонер піклується про Ніну, як про рідну дочку, він хоче, щоб вона вступила до технікуму. Йому йде на допомогу Надія Борисівна (Лідія Смирнова), котра працює в одному з харківських технікумів. Але в легковажної дівчини зав'язується роман з відпочиваючим тут же молодим астрофізиком Павлом Євгеновичем, збирачем різнокольорових камінців, для якого зв'язок з Ніною лише чергове захоплення.

## У ролях
- Лев Свердлін — Григорій Опанасович, полковник у відставці
- Лідія Смирнова — Надія Борисівна
- Люсьєна Овчинникова — Ніна
- Йосип Конопацький — Павло Євгенович
- Павло Панков — культпрацівник
- Володимир Селезньов — відпочиваючий із Сибіру
- Аркадій Цинман — вчений, відпочиваючий
- Всеволод Платов — епізод
- Володимир Кабатченко — епізод
- Олександр Холодков — епізод
- Дмитро Капка — продавець сувенірів
- Ель Трактовенко — спортивний суддя

## Знімальна група
- Режисер — Сергій Мікаелян
- Сценарист — Сергій Антонов
- Оператори — Дмитро Суренський, Борис Гокке
- Композитор — Карен Хачатурян
- Художник — Марія Фатєєва